# Йон Бауер
Йон Альберт Бауер (швед. John Albert Bauer, 4 червня 1882 — 20 листопада 1918) — шведський художник та ілюстратор. Його роботи зазвичай пейзажні чи міфологічні, але він також створював портрети. Найбільш відомий своїми ілюстраціями до ранніх видань Bland tomtar och troll («Серед гномів і тролів»), антології шведського фольклору та казок.
Бауер народився та виріс у Єнчепінгу. У 16 років він переїхав до Стокгольма, щоб навчатися в Шведській королівській академії мистецтв. Там отримав свої перші замовлення ілюструвати історії в книгах і журналах і познайомився з художницею Естер Ельквіст, з якою одружився в 1906 році. На початку своєї кар'єри він подорожував по Лапландії, Німеччині й Італії, і ці культури глибоко вплинули на його роботу. Він малював та ілюстрував у романтичному націоналістичному стилі, частково під впливом італійського Відродження та саамської культури. Більшість його робіт — це акварелі чи гравюри в монохромних або приглушених тонах; він також створював олійні картини та фрески. Його ілюстрації та картини розширили розуміння й оцінку шведського фольклору, казок та пейзажу.
Коли Бауерові було 36 років, Йон, Естер та їхній син Бенгт потонули під час корабельної аварії на озері Веттерн на півдні Швеції.

## Біографія

### Раннє життя та освіта

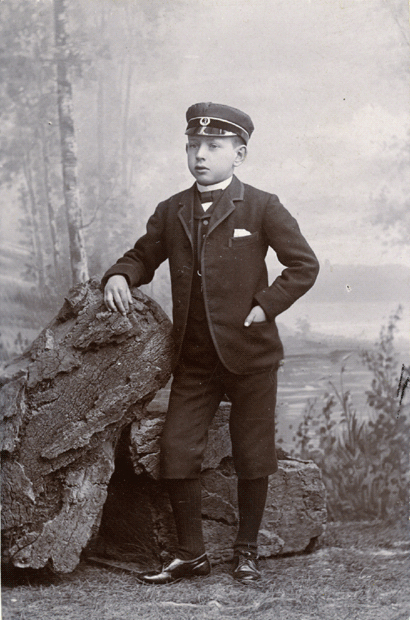
Молодий Йон Бауер

Йон Бауер народився та виріс у Єнчепінгу, у сім'ї Йозефа Бауера, родом з Баварії, та Емми Шарлотти Ваделл із фермерської родини з міста Рогберга неподалік Єнчепінгу. Йозеф Бауер приїхав до Швеції в 1863 році без грошей. Він заснував успішний бізнес — м'ясну закусочну на площі Естра у Єнчепінгу. Сім'я жила в квартирі над магазином до 1881 року, коли було завершено будівництво їхнього будинку в Шевіку. Йон народився у 1882, і в будинку на березі озера Рокшен він жив з батьками та двома братами, одним старшим і одним молодшим; його єдина сестра померла в молодому віці. Сімейний дім залишався для нього центральним ще довго після того, як він жив сам. Початкову освіту Йон отримав у Jönköpings Högre Allmäna Läroverk (Єнчепінзькій державній школі), а згодом навчався у Jönköpings Tekniska Skola (Єнчепінзькій технічній школі) з 1892 по 1898. Більшість часу він малював карикатури на своїх вчителів і мріяв, від чого вчителі не були в захваті.
Він змалку захопився кресленням і малюванням, без заохочення з боку родини. Однак, коли йому виповнилося шістнадцять і він захотів поїхати до Стокгольма вивчати мистецтво, вони підтримали його як морально, так і фінансово. У 1898 році він був одним із 40 претендентів на навчання до Шведської королівської академії мистецтв, і хоча його визнали чудово кваліфікованим для місця в академії, він був занадто молодим для вступу. Наступні два роки він провів у школі художників Калеба Альтінса. У цей час він, як і багато підлітків, розривався між надією та відчаєм, що відображено в його творчості.
У 1900 році він уже був достатньо дорослим, щоб відвідувати Академію мистецтв, і став одним із трьох студентів, прийнятих того року; двома іншими успішними претендентами були його друзі Івар Камке та Понтус Ланнер. Він вивчав традиційні ілюстрації та малював рослини, середньовічні костюми та крокі; все це згодилося йому в його подальшій творчості. Один з його вчителів, професор і відомий історичний художник Густав Седерстрьом відмічав силу його робіт, які були монументальними за відчуттям попри невеликі розміри.
Під час навчання в академії він отримав свої перші замовлення на ілюстрування журналів (зокрема Söndags-Nisse та Snöflingan) і книжок (наприклад, De gyllene böckerna, Ljungars saga та Länge, länge sedan). У 1904 році він вирушив до Лапландії, щоб малювати картини для книги про культуру провінції та її «екзотичну дику природу». Наприкінці 1905 року він залишив академію і на своїй візитній картці почав вказувати, що він «Художник».

### Подорож до Лапландії
Після відкриття родовищ залізної руди на півночі Швеції, Лапландія стала фронтиром промислового розвитку, а не екзотичною дикою природою, тлом саамської культури та опівнічного сонця. Скориставшись можливістю, Карл Адам Віктор Лундгольм опублікував свою книжку Lappland, det stora svenska framtidslandet («Лапландія, велика шведська земля майбутнього»). Він залучив до створення ілюстрацій таких відомих шведських художників, як Карл Тірен, Альфред Торне, Пер Даніель Гольм і Яльмар Ліндберг. Оскільки Бауер був недосвідченим ілюстратором у порівнянні з ними, Лундгольм перевірив його здібності, відправивши замальовувати саамів.
Хоча й неохоче, 15 липня 1904 року Бауер виїхав до Лапландії і пробув там місяць. Вийшовши з густих темних лісів Смоланда, він був вражений відкритими краєвидами та барвистими пейзажами. Його зустрічі з саамами та їхньою культурою стали важливими для його подальших робіт. Він робив багато фотографій, малював й описував у нотатках інструменти, костюми та предмети, які бачив, але йому було важко зблизитися з саамі через їхню сором'язливість. Свій досвід він записав у щоденнику та в листах до рідних та друзів. Після візиту до саамського гоахті він зазначив: «Все світло згори. Якщо голова нахилена вперед, то вона темна. Освітлені частини фігури завжди світліші за наметове полотно. Гострі тіні біжать, як спиці, з середини гоаті».
Книжка про Лапландію була опублікована в 1908 році з одинадцятьма акварелями Бауера. Вони були намальовані в Стокгольмі майже через 18 місяців після його візиту, на основі фотографій та ескізів, які він зібрав під час своєї подорожі. Багато фотографій також стали основою для інших малюнків та картин. Більшість із них були романтичними версіями фотографій, але йому вдалося відобразити нюанси й атмосферу гоахті, а також багатство саамського одягу та ремесел. Деталі саамської культури, такі як зігнуті ножі, черевики, списи, горщики та пояси, стали важливими елементами в одязі та прикрасах тролів Бауера. Уважність Бауера до деталей і його численні нотатки також зробили матеріал етнографічним документом епохи.

### Залицяння та шлюб

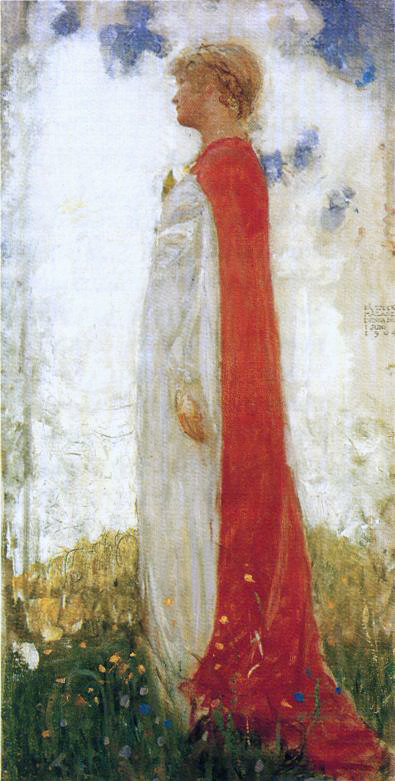
Казкова принцеса, 1904, олійний етюд

Бауер познайомився з однокурсницею Естер Ельквіст у Шведській королівській академії мистецтв. Ельквіст навчалася на окремому жіночому відділенні, оскільки жінкам не дозволялося відвідувати ті ж заняття, що й чоловікам, і їхнє навчання відбувалося по-іншому. Тому, хоча Ельквіст була талановитою та амбітною, у неї не було рівних можливостей, як у її колег-чоловіків, для розвитку свого мистецтва, і її очікувала радше роль домогосподарки, ніж художниці.
Бауер почав залицятися до неї в 1903 році, але оскільки вони більшість часу були не поруч, то відбувалося це поштою. Їхні стосунки розвивалися, у листуванні вони ділилися своїми мріями, прагненнями, сумнівами та невпевненістю. Для Бауера Ельквіст стала його натхненницею, музою та «казковою принцесою»; саме такою він вперше намалював її на Sagoprinsessan («Казова принцеса»). Ескізи для олійної картини він зробив в 1904 році, а завершив її в 1905. Ельквіст зображений як сильна, просвітлена і недосяжна валькірія. Картина була показана на першій виставці Бауера в Академії Валанда в Гетеборзі в 1905 році (де він був одним з одинадцяти дебютантів) і в Норрчепінгу в 1906 році, де вона була продана приватному колекціонеру. Зараз вона знаходиться в музеї лена Єнчепінг. Бауер намагався зробити Ельквіст втіленням водночас свого бачення лісової істоти та ідеальної дружини художника; він хотів, щоб вона облаштовували їхній дім у романтичному котеджі в лісі, поки він блукає лісом у пошуках натхнення.
Ельквіст, з іншого боку, виросла у Стокгольмі і була жвавою особистістю, яка насолоджувалася суспільним життям, яке можна було знайти лише в містах. Вона хотіла влаштуватися в затишному місці з чоловіком і мати дітей. Бауер не був достатньо визнаним художником, щоб забезпечувати сім'ю; упродовж усього життя він покладався на фінансову підтримку своїх батьків. Коли він освідчився Естер, то зробив це без схвалення батьків, які вважали, що до шлюбу він повинен бути більш утвердженим у кар'єрі та самозабезпеченні.
У грудні 1906 року Бауер та Ельквіст побралися. Мало що відомо про їхні перші роки разом: оскільки вони жили тепер в одному будинку, то листи були не потрібні. Бауер працював, ілюструючи обкладинки для журналів на зразок Hvar 8 Dag, і почав працювати над Bland tomtar och troll («Серед гномів і тролів»). У 1908 році Йон і Естер разом поїхали до Італії; повернувшись, вони знайшли собі будинок, «Віллу Бйоркудден», розташовану на березі озера Бунн неподалік Ґренни. Вони купили будинок у 1914 році, а наступного року народився їхній син Бенгт (на прізвисько «Путте»). Народження Путте стало для пари гармонійним і радісним часом. Бауер зробив свої останні ілюстрації до «Серед гномів і тролів», що дозволило йому досліджувати драматургію та створювати фрески. Він показував свої картини на виставках і експериментував з модернізмом, але все це мало свою ціну. Бауер часто був у від'їзді, залишаючи Ельквіст саму вдома, і більше не мав стабільного доходу, який давали ілюстрації. Станом на 1917 рік їхній шлюб став проблемним, а в 1918 році в листі до дружини Бауер висловив свої думки про розлучення.
З часом Бауер все рідше використовував Ельквіст як модель. З народженням сина Бауер почав писати картини з дітьми як частиною композиції. Картина Rottrollen («Корінні тролі»), завершена в 1917 році, зображує Путте, що спить у лісі серед коріння у формі тролів.

### Подорож до Італії

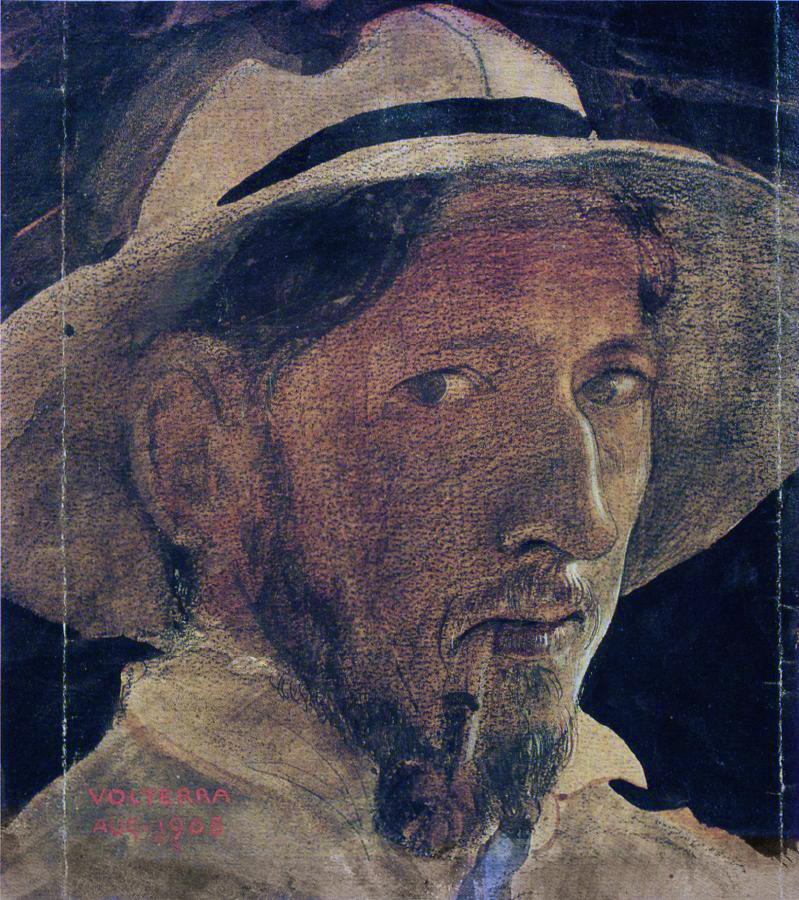
Автопортрет, 1908, полотно, олія

Бауер і його дружина здійснили довгу подорож до Італії за кошти Йозефа в 1909 році. Вони вирішили подорожувати через Німеччину, середньовічними містами, як під час поїздки Йона до Німеччини у 1902 році разом з батьком. Далі пара відвідала Верону, Флоренцію, Сієну і два місяці провела у Вольтеррі. Пара продовжила подорож через Неаполь і Капрі, провівши зиму в Римі.
Під своїх подорожей вони вивчали мистецтво та відвідували церкви та музеї, що приваблювало еклектичний розум Бауера. Вечорами вони ходили до маленьких таверн, щоб насолодитися атмосферою; все це записано в листах, які вони відправляли додому до родини Бауера. Етюдники Бауера сповнені досліджень антикварних предметів і мистецтва епохи Відродження, деякі з яких він використав для своїх ілюстрацій. Портрет Гірландайо роботи Сандро Боттічеллі вважається основою для картини Svanhamnen («Діва-лебідь»), а робота П'єро делла Франчески послужила натхненням для Den helige Martin («Святий Мартін»). Йона також зацікавили фрески. Він енергійно вивчав мистецтво, але також сумував за тихим спокоєм шведського лісу, внаслідок чого створив одні зі своїх найкращих зимових картин із білим снігом, темним лісом і небом, що виблискує крихітними зірочками.
Подорож довелося завершити після вбивства, яке сталося в їхньому будинку в Римі. Через непорозуміння Бауера допитала італійська поліція. Він ніколи не був підозрюваним, але ситуація стала публічною, залишивши гіркі спогади про їхній візит до Риму.

### Смерть на озері Веттерн
Бауер, Естер та їхній трирічний син Бенгт прямували до свого нового дому в Стокгольмі, де Бауер сподівався на духовне оновлення та нове життя для себе та своєї родини. Нещодавня, широко висвітлена у пресі залізнична аварія в Єто змусила Бауера замовити повернення до Стокгольма на човні, а саме пароплавом Per Brahe.

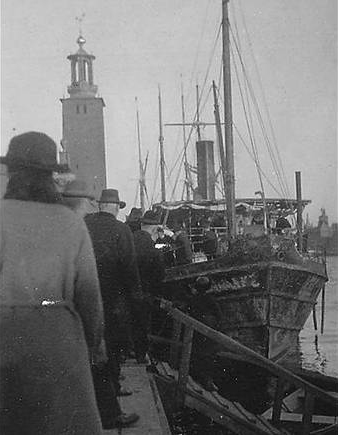
Пер Браге в Стокгольмі після підняття

У ніч на 19 листопада 1918 року, коли пароплав вийшов з Ґренни, його завантажили залізними печами, лемешами, швейними машинами та бочками з продуктами. Весь вантаж не поміщався в трюм, і значна його частина зберігалася незакріпленими на палубі, що робило верх судна надзвичайно важким. Погода була погана, і коли пароплав вийшов у море, вже лютувала повна буря; вітер спричинив переміщення вантажу на палубі, частина його впала за борт, що ще більше дестабілізувало судно. Корабель перекинувся і почав тонути кормою вниз, всього за 500 метрів від Гестгольмена, що мав бути наступним портом. Загинули всі 24 людини на борту, включаючи Бауерів. Більшість пасажирів опинилися в пастці в своїх каютах.
Корабель знайшли 22 листопада 1918 р. на глибині 32 метрів і 12 серпня 1922 року підняли на поверхню. Розслідування показало, що в трюмі була лише третина вантажу, а решта лишилася незакріпленою на палубі. Операція з порятунку перетворилася на химерну публічну розвагу; наприклад, швейну машинку з пароплава розбили на шматки і продали по одній кроні за кожен. За оцінками, близько 20 000 людей прийшли подивитися на підйом корабля, для чого навіть пустили додаткові потяги з Норрчепінга. Кінохроніку про підйом корабля показували в кінотеатрах по всій Швеції. Для збору коштів, які б покрили операцію з підйому корабля, Пер Браге відправили в макабричне турне по Швеції. Газети підживлювали забобони людей історіями про те, що це міфічні істоти лісів заволоділи Бауером, потопивши корабель. Найпоширеніша тема була пов'язана з казкою Agneta och sjökungen («Агнета і морський король») 1910 року, в якій морський король заманює дівчину на глибини. 18 серпня 1922 року Бауери були поховані на кладовищі Естра в Єнчепінгу (в кварталі 04, ділянка № 06).

## Кар'єра

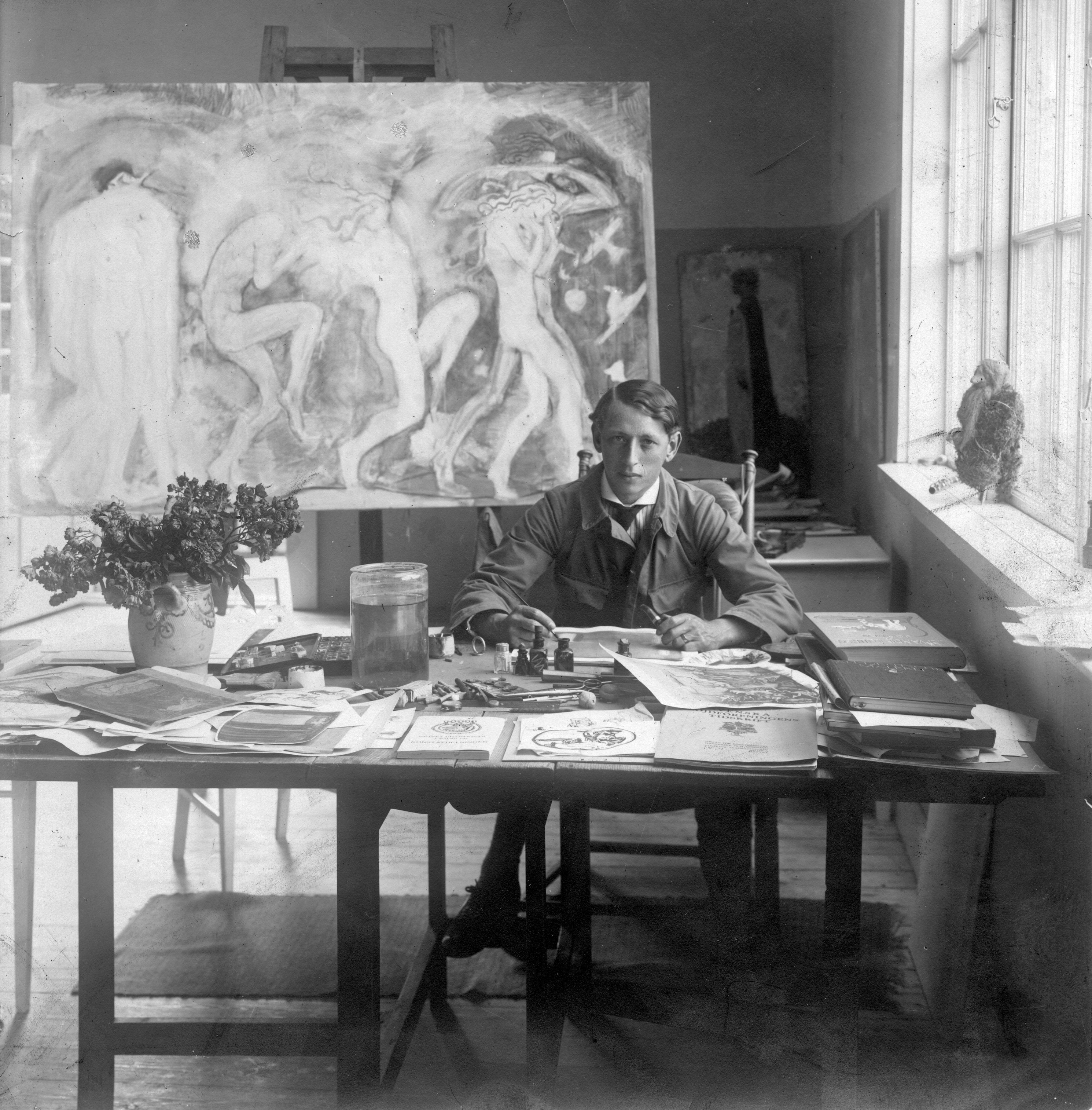
Бауер за робочим столом.

### Теми
Улюбленою темою Бауера була шведська природа, густі ліси, де світло стікало крізь крони дерев. З дитинства він блукав у темних лісах Смоланда, уявляючи собі всіх істот, які там живуть. Його картини часто містили детальні зображення рослин, мохів, лишайників і грибів, знайдених у шведських лісах. Він найбільш відомий своїми ілюстраціями «Серед гномів і тролів».
У статті 1953 року в Allers Familje-journal його друг Уве Еклунд зазначив, що «хоча [Бауер] лише бурмотів про це і ніколи не говорив чітко», він вірив, що всі створіння, яких він малював, насправді існують. Еклунд кілька разів супроводжував Бауера в його прогулянках лісами біля озера Веттерн, і опис Бауера всіх речей, які існували, на його думку, змусив Еклунда відчувати, що він також може їх бачити.

### Натхнення
Бауер та його друзі були частиною покоління шведських художників, які розпочали свою кар'єру незадовго до того, як почав процвітати рух модернізму, але водночас були значно молодшими за тих, хто домінував на шведській мистецькій сцені, тобто таких художників, як Карл Ларссон, Андерс Цорн та Бруно Лільєфорс. Бауер був натхненний цими художниками, але завдяки своєму походженню був знайомий також з Фріцом Ерлером, Максом Клінгером та іншими німецькими ілюстраторами. Він жив в епоху, коли старонорвежців романтизували по всій Скандинавії, і запозичував ідеї та мотиви у таких художників, як Теодор Кіттельсен та Ерік Вереншельд, але готові роботи були в його власному стилі. Після його подорожі до Італії в його роботах чітко проявилися елементи ренесансу 14 століття. На малюнках принців і принцес були елементи з фламандських гобеленів, і навіть одяг тролів був складеним, так само як драпірований одяг, який можна побачити на старовинних римських скульптурах.

### Стиль
Під час малювання Бауер мав трудомістку техніку: він починав з невеликого ескізу, розміром не більше, ніж штамп, лише з основних форм. Потім він робив інший, трохи більший, ескіз з більшою кількістю деталей. Ескізи поступово зростали в розмірах і деталях, поки робота не досягала остаточного розміру. Більшість оригіналів ілюстрацій до «Про гномів і тролів» — це квадратні зображення 20—25 см завбільшки. Він малював на всьому, що було під рукою, від використаних канцелярських товарів до звороту конверта. Багато його ескізів нагадують мультфільми, де зображення стають більшими і детальнішими. Він також робив кілька версій однієї і тієї ж готової картини: наприклад, зображував мотив зображений у літній та зимовій сцені. Він не дотримувався традиційної ієрархії інструментів чи технік того часу: міг зробити повну роботу олівцем або вугіллям, так само, як і ескіз — олією.
З раннього дитинства Бауеру довелося адаптувати свої ілюстрації до сучасної техніки друку. Повнокольоровий був дорогий, тому ілюстрації були виконані в одному кольорі плюс чорний. У міру того, як процес розвивався і його роботи стали користуватись більшим попитом, його картини врешті-решт були надруковані в повному кольорі.

### Акварель

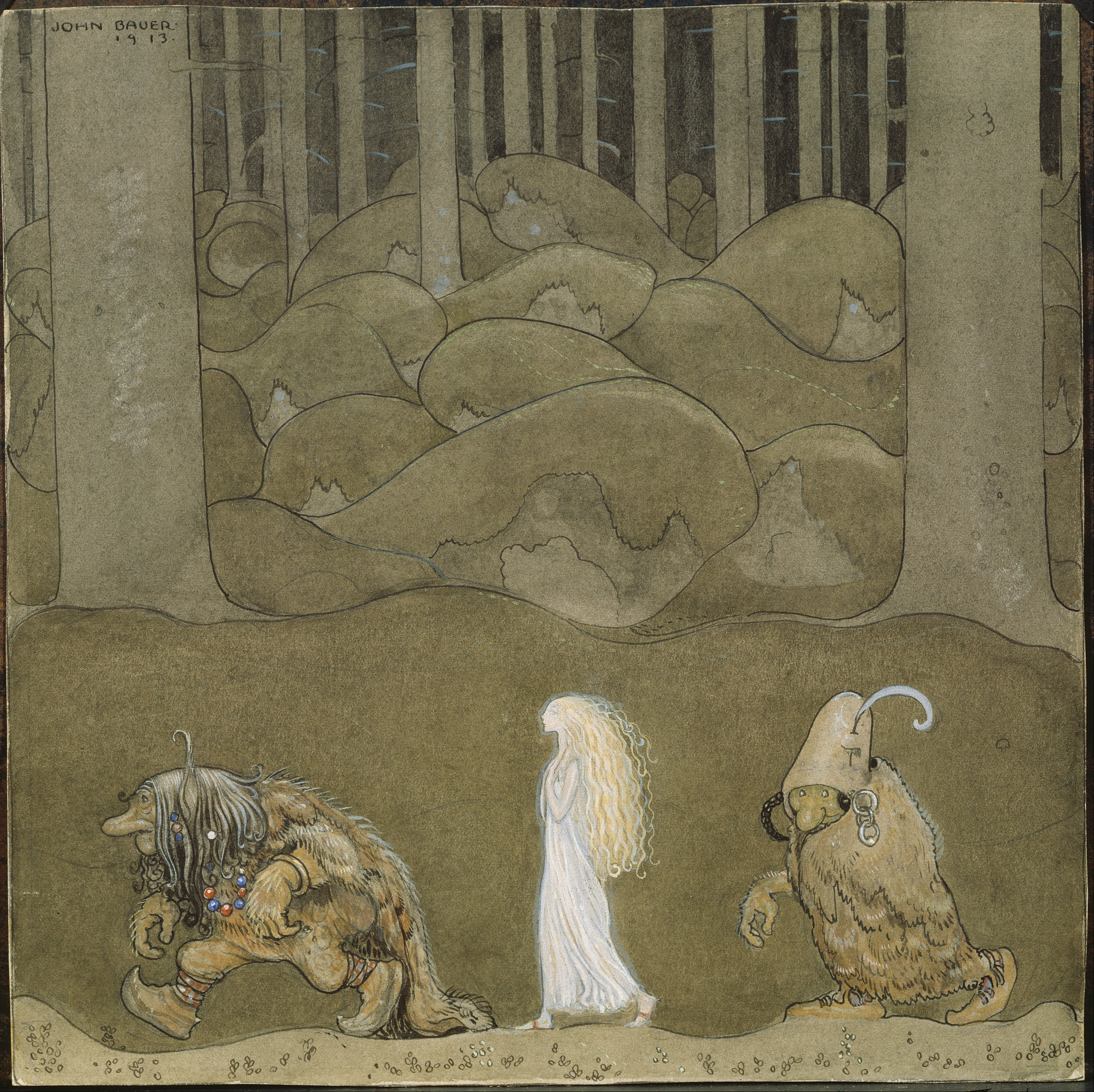
Одного вечора серед літа вони пішли з Б'янкою Марією вглиб лісу, 1913, акварель

Найвідоміші з картин Бауера — його акварелі, цією технікою він користувався під час ілюстрування для книг і журналів; він чергував акварель і гуаш. Коли він створював ілюстрації, обидва засоби іноді змішувалися, оскільки йому потрібна була і швидкість акварелі, і контраст та імпасто, які забезпечувала гуаш. Бауер був схильний працювати над своїми ілюстраціями до останньої хвилини перед встановленим терміном, і ці водорозчинні та швидко сохнучі матеріали дозволяли йому це робити.

### «Серед гномів і тролів»
У 1907 році видавництво Åhlén & Åkerlund (нині Bonnier Group) попросило Бауера проілюструвати їхню нову серію книжок «Серед гномів і тролів». Книжки мали видаватися щорічно і містити оповідання видатних шведських авторів. Більшість малюнків Бауера для книги були акварельними ілюстраціями на всю сторінку в приглушеній колірній схемі; він також зробив обкладинки, віньєтки та інші менші ілюстрації. Найбільш значущі істоти Бауера, тролі, були представлені у відтінках сірого, зеленого та коричневого кольорів лісів, наче ці істоти виросли з самого ландшафту. Через обмеженість технологій, доступних для його видавців, видання 1907—1910 років випускалися лише у двох кольорах: чорному та жовтому. Деякі оригінальні картини Бауера для цих гравюр були повнокольоровими.
У 1911 році, коли Бауера знову попросили проілюструвати книгу, він дав зрозуміти видавцеві, що хоче зберегти свої роботи разом із авторськими правами після публікації. Видавництво зберегло оригінальні ілюстрації до попередніх видань і вважало їх своєю власністю. У його запиті Бауера підтримали інші художники, які зіткнулися з такою ж проблемою. Видавці не зрушили зі своєї позиції, видали книжку без ілюстрацій Бауера, і продажі книг впали.
Видавець поступився Бауеру для видання 1912 року; він знову ілюстрував власну книгу. Також оновилися техніки друку, і зображення можна було друкувати у трьох кольорах: чорному, жовтому та синьому. Завдяки такому технічному вдосконаленню гравюри майже нагадували оригінальні картини Бауера.
Бауер проілюстрував видання 1913—1915 років, надруковані тими ж трьома кольорами, що й раніше. 1913 рік ознаменував пік його творчості в цих книгах, й ілюстрації Бауера з цього видання є одними з найбільш репродукованих його робіт. У 1914 році на його ілюстраціях почав проявлятися вплив італійського Відродження. У той час Бауер хотів припинити ілюструвати серію, але за контрактом був зобов'язаний проілюструвати ще одне видання. 1915 був останнім роком, коли він працював з тролями та гномами; він сказав, що «закінчив з ними і хоче йти далі». Війна в Європі змінила для Бауера бачення світу, і він заявив, що більше не може уявляти його як казку.

### Тувстарр
Ännu sitter Tuvstarr kvar och ser ner i vattnet («Тувстарр і далі сидить і дивиться вниз, у воду»), написана у 1913 році — одна з найбільш відомих картин Бауера.

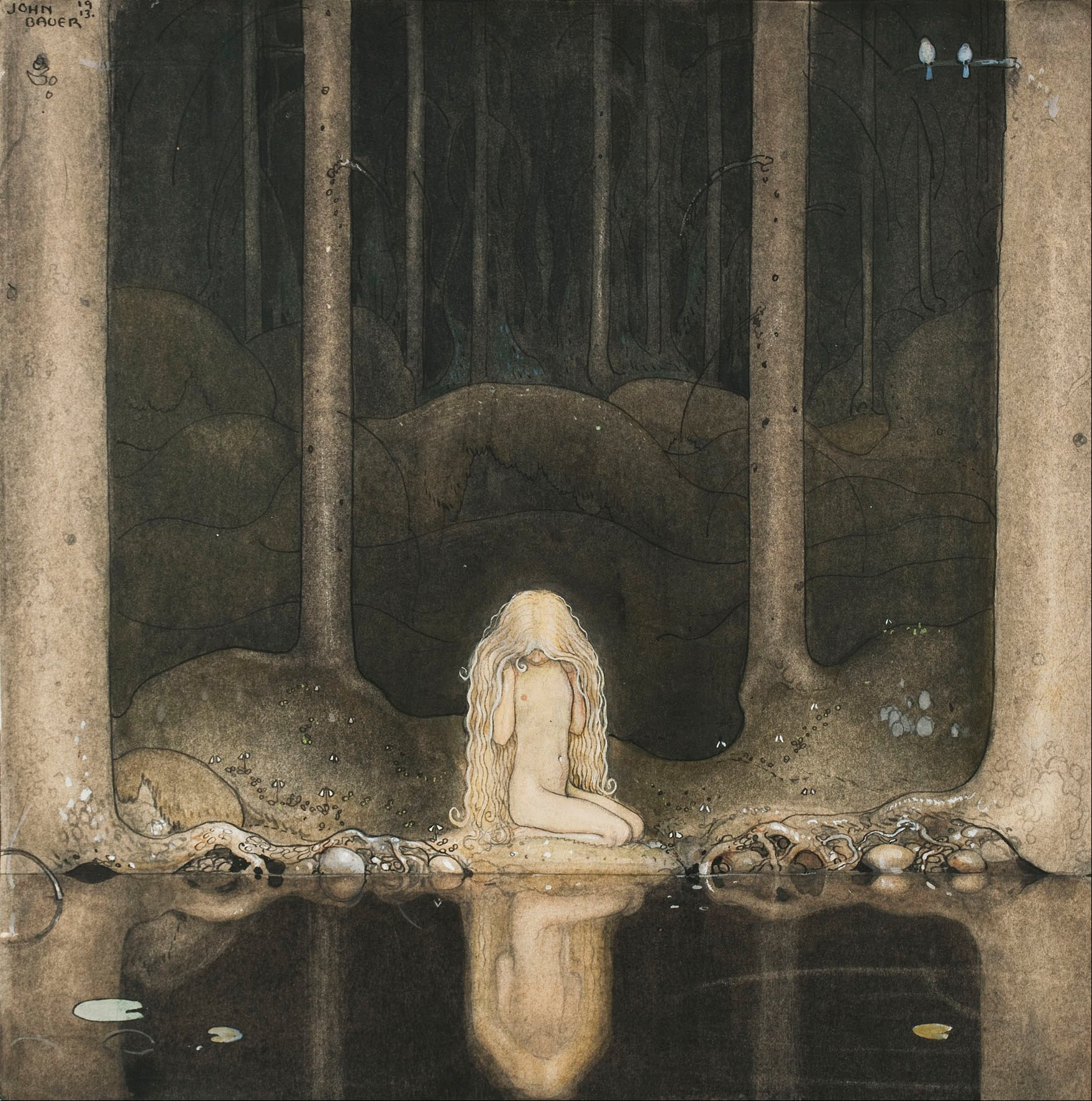
Тувстарр і далі сидить і дивиться вниз, у воду, 1913, акварель

До 1980-х років найбільш відтворюваними та публічно відомими роботами Бауера були дві картини із зображенням принцеси та лося із казки Sagan om älgtjuren Skutt och lilla prinsessan Tuvstarr («Казка про лося і маленьку принцесу Тувстарр»), опублікованої у 1980 році. На першому малюнку зображена принцеса верхи на лосі, а на другому — лось, який стоїть на сторожі сплячої принцеси. В основному їх використовували як малюнки на стіну в дитячих кімнатах. У цій же казці також зображено Тувстарр, яка дивиться вниз, в озерце, шукаючи своє загублене серце, алегорію втраченої невинності. Бауер зробив кілька досліджень цього мотиву. У 1980-х роках картина Тувстарра біля озерця використовувалася в рекламі шампуню. Це почало у Швеції дискусію про те, як слід використовувати твори мистецтва, які вважаються частиною національної спадщини. У 1999 році картина знову з'явилася в рекламі, цього разу в зміненому вигляді, де усі дерева були зрубані, а Тувстарр, здавалося, оплакує їх. Цю рекламну кампанію Шведського товариства охорони природи відзначили нагородами, вона допомогла розвинути щойно пробуджений екологічний рух у Швеції. У біографії Бауера Гуннар Ліндквіст стверджує, що картина стала занадто комерціалізованою.

### Олійний живопис
Більшість своїх основних робіт Бауер створив олією на початку своєї кар'єри, оскільки це була традиційна техніка, яку викладали в Шведській королівській академії мистецтв. У результаті подорожі до Північної Швеції було створено багато ескізів та акварелей для лапландської книжки, а також олійне полотно під назвою Kåsovagge (1904). З 1903 по 1905 рік він створив кілька портретів і пейзажів під впливом експресіонізму. Тоді ж написав і перший олійний портрет Естер, «Принцеса-фея», картину з елементами, як у прерафаелітів. Ця робота вказує, які картини Бауер хотів писати, але йому завадили замовлення на ілюстрацію «Серед гомів і тролів». Він писав, що «почувався майстром на всі руки», і в листах до редакторів і видавців, які зверталися по його допомогу, регулярно вибухав, пишучи, що йому «треба працювати, він хоче майбутню картину олією, а все інше хай буде прокляте». На той час, коли він завершив малювати своїх тролів і гномів, він уже втомився і вигорів, і звернувся до інших речей: зауважив сценографію, писав збірку про малюнки для використання в школах, і почав працювати з фресками. Йому так і не вдалося повернутися до олійного живопису повністю.

### Великі роботи

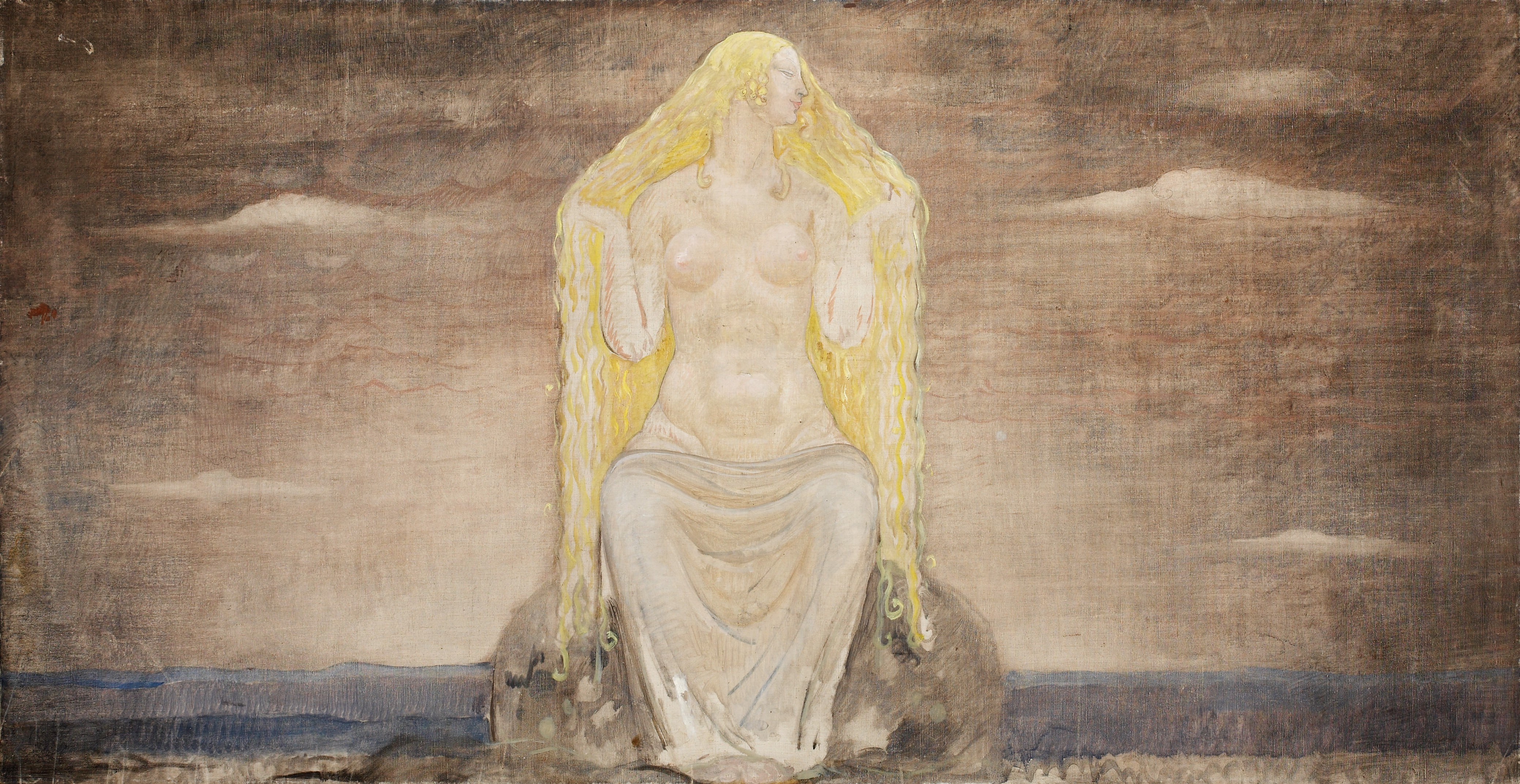
Фрея, 1905 р., етюд олією

Як і в ранніх роботах в академії, Бауер виявляв інтерес до великих фресок, і після його візиту до Італії цей інтерес зріс. Його перший шанс створити велику роботу з використанням цієї техніки був у 1912 році, коли він закінчив стінопис фреско-секко розміром 1,5 на 1,5 метри, Vill-Vallareman, у будинку видавця Еріка Окерлунда. У 1913 році його попросили написати фреску для ложі братства Odd Fellows у Нючепінгу, Den helige Martin («Святий Мартін»). У той же час велося будівництво нової будівлі Стокгольмського суду. Були проведені конкурси на оздоблення будівлі, і більшість відомих шведських художників того часу представили роботи та пропозиції. Бауер зробив ряд ескізів для цих конкурсів, але завагався, і не подав жодної зі своїх чернеток.
Останньою великою роботою Бауера була картина олією для аудиторії Karlskrona flickläroverk (Карлскрунській школі для дівчат) у 1917 році. На ній зображена Фрея, давньоскандинавська богиня кохання, війни та магії. Естер позувала оголеною для картини; Бауер показує її сильною, чуттєвою і потужною. Їхні друзі дражливо назвали це «картиною грудей пані Бауер».

## Виставки
Серед виставок робіт Бауера за його життя були такі:
- 1905. Гетеборг
- 1906, Норрчепінг
- 1911, Рим
- 1913, Мюнхен
- 1913, Дрезден
- 1913, Брайтон
- 1913, Стокгольм
- 1914, Мальме
- 1915, Сан-Франциско — Бауер був нагороджений почесною медаллю.[96]

Посмертні виставки включають:
- 1934–45, мандрівна виставка
- 1968, Музей лена Єнчепінг
- 1973, Галерея Тієля[en], Стокгольм
- 1981–82, Національний музей, Стокгольм
- 1993, Міллесгорден, Стокгольм
- 1994, Гетеборзький художній музей

## Колекції
Музей лена Єнчепінг володіє понад тисячею картин, малюнків і ескізів Бауера, що є найбільшою у світі колекцією його творів мистецтва. Він також представлений у Національному музеї в Стокгольмі, Гетеборзькому музеї мистецтв і художньому музеї Мальме. Музей Йона Бауера в Ебенхаузені (Німеччина) — музей, присвячений життю та творчості Бауера.

## Твори
Ілюстрації з відомої дитячої антології «Серед гномів і тролів» (див. розділ вище.)
Інші роботи

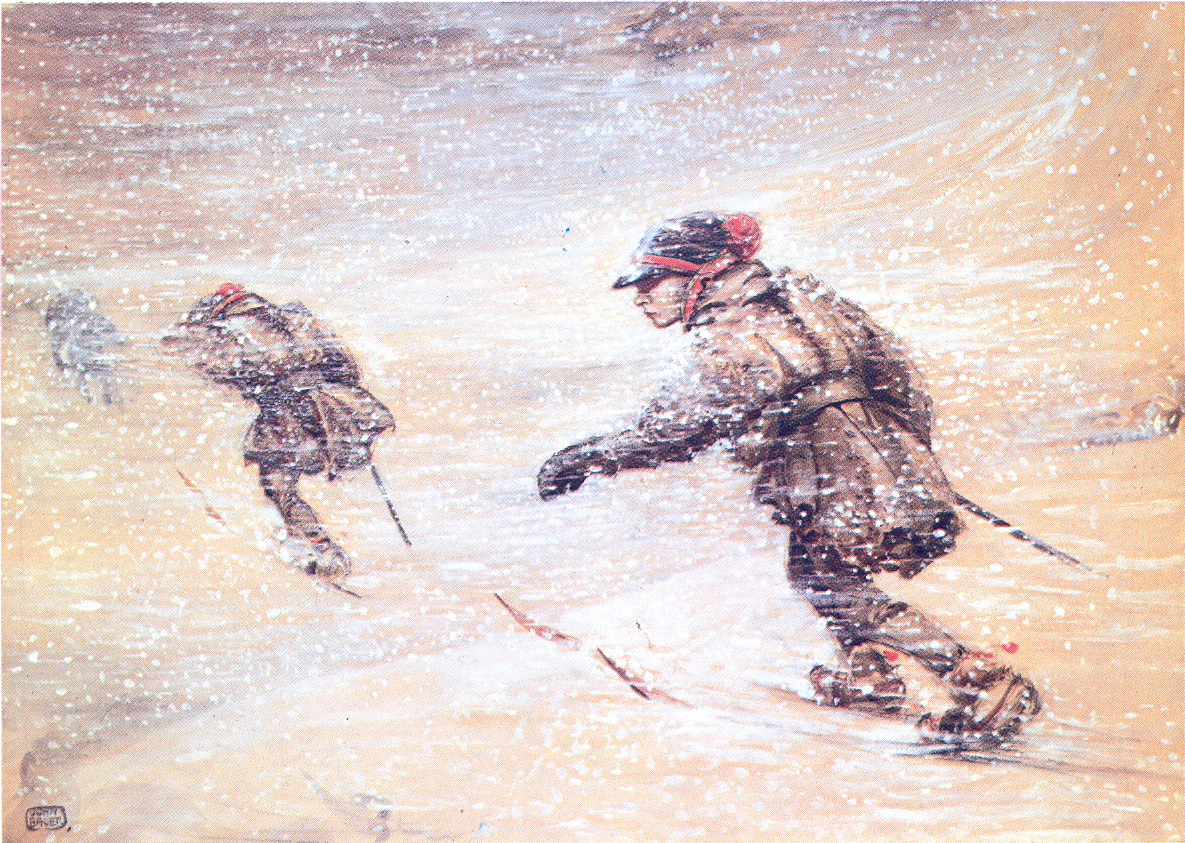
Лапландці у хуртовині, 1904–1905, акварель
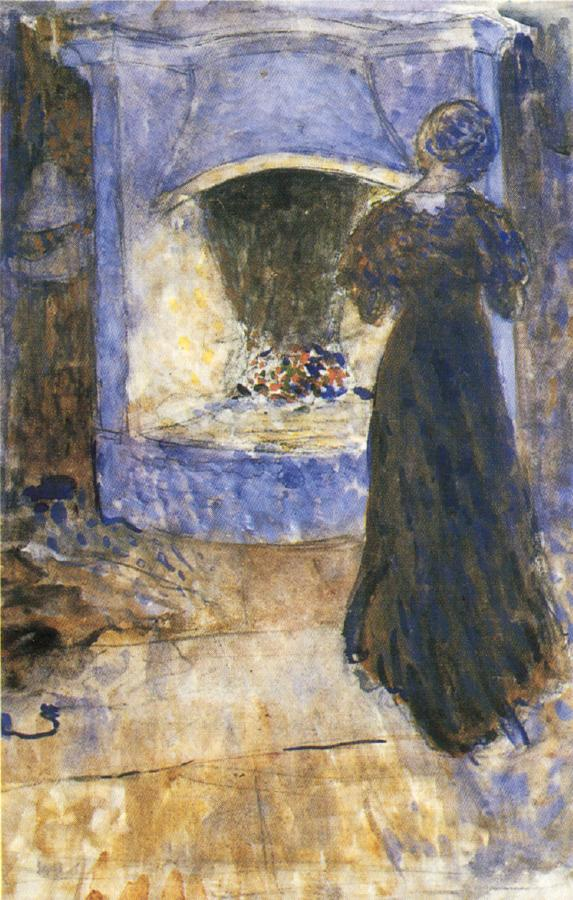
Естер у будиночку, 1907, акварель
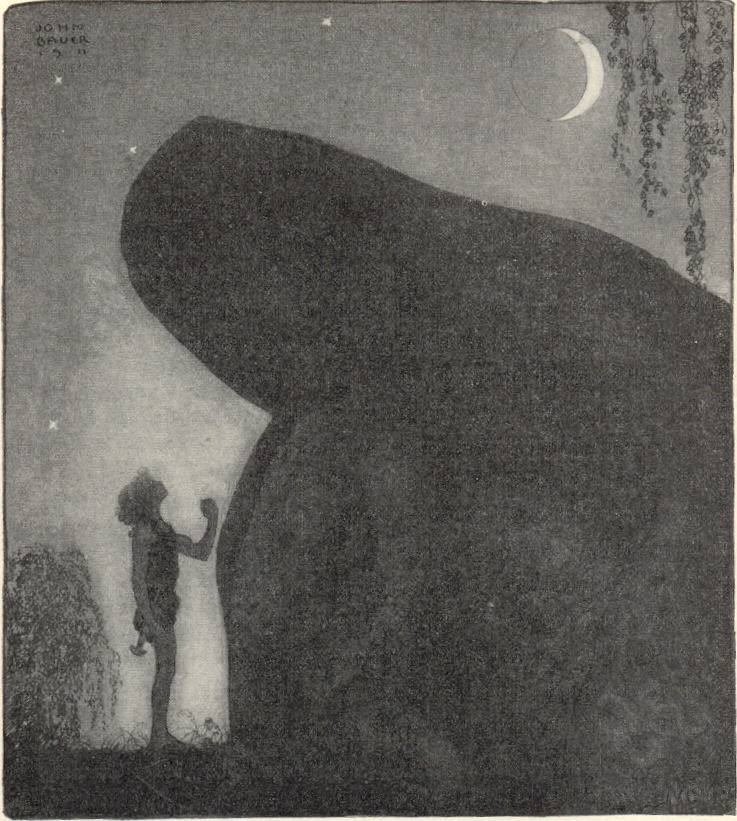
Прокидайся, Гроа, прокидайся, Мати, 1911, акварель
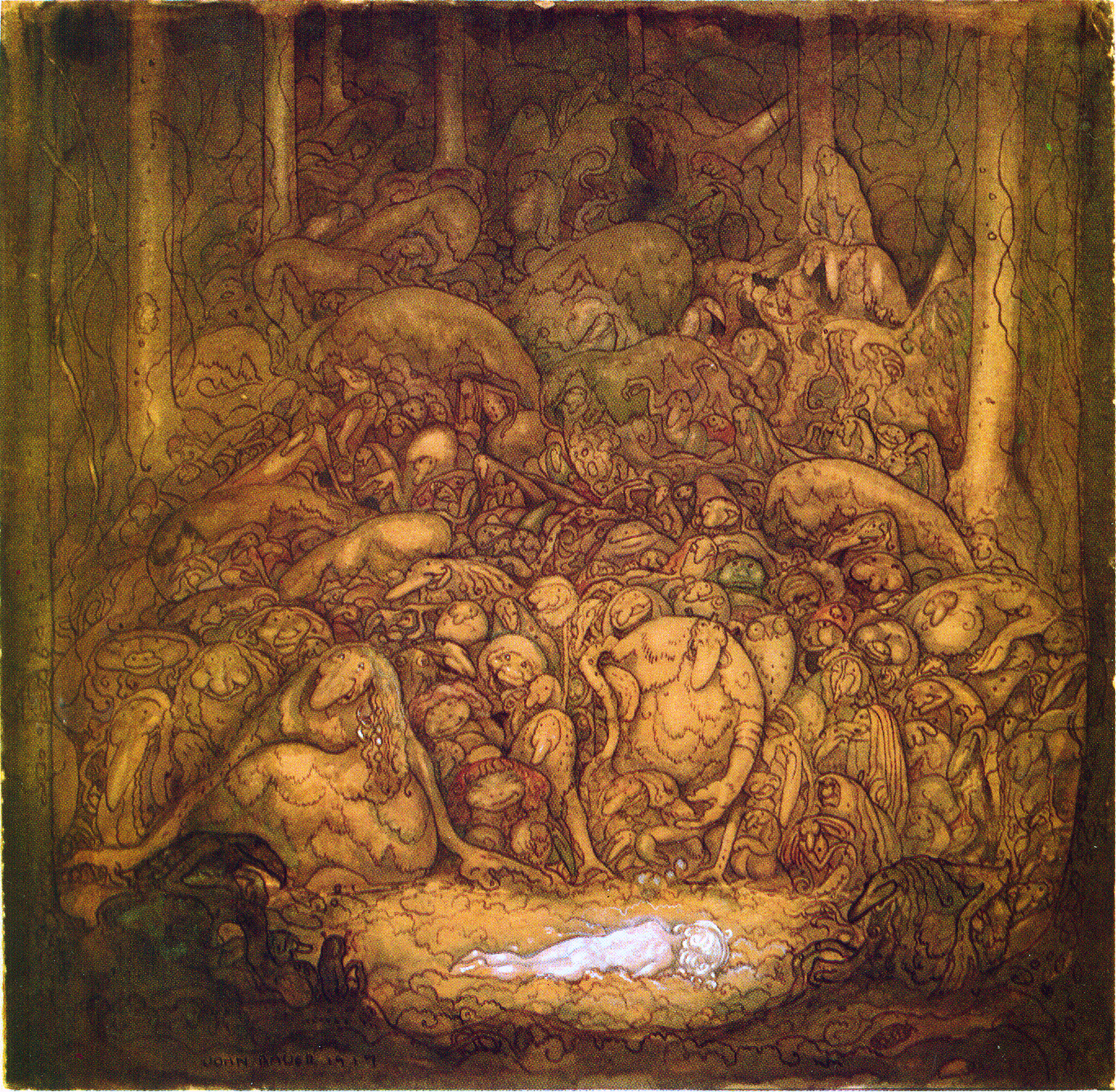
Корінні тролі, 1917, ручка й розмита акварель
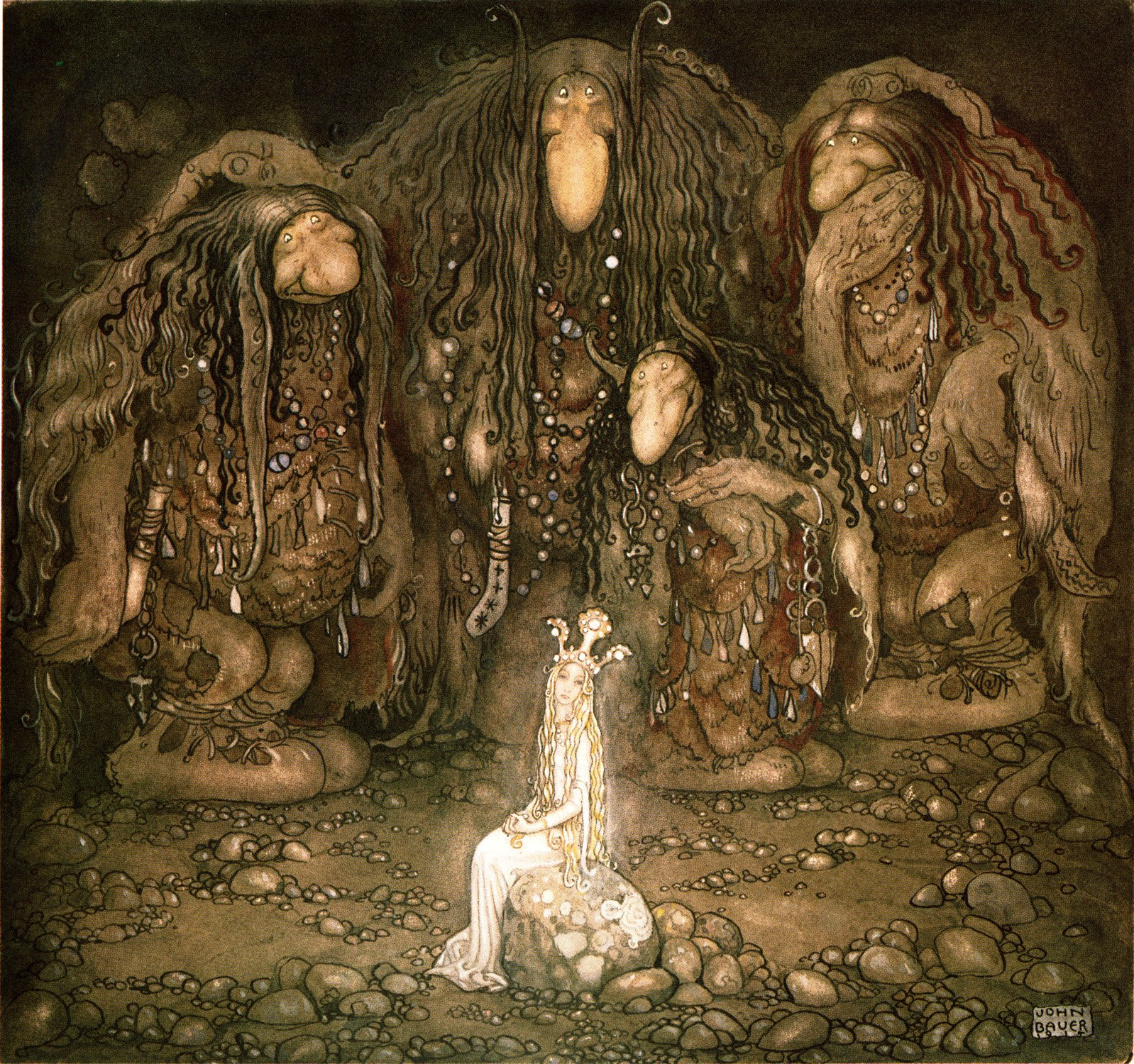
Поглянь на них, сказала мати тролів. Поглянь на моїх синів! Ти не знайдеш прекрасніших тролів по цьому боці місяця, 1915, акварель

Письмова робота
- Bauer, John (1928). Cyrus Granér (ред.). Ritkurs för Sveriges barndomsskolor [Уроки малювання для дітей у шведських школах] (швед.) (вид. 1–12). Stockholm: Skolboks a.-b. De förenade. Архів оригіналу за 2 грудня 2021. Процитовано 2 грудня 2021.

## Самоставлення
Бауер постійно й приховано сумнівався в собі. Він вважав похвалу, яку отримав за свої ілюстрації тролів і принцес, «приємним погладжуванням по голові за те, що робили веселі малюнки для дітей». Він хотів малювати олією і робити те, що він називав «справжнім мистецтвом», але йому потрібні були гроші, які йому давали ілюстрації. Його сумніви в собі суперечили його публічній персоні та тому, як він представляв себе на автопортретах: сильний духом, але самопринижуючий.

## Спадщина
Картини Бауера продовжують користуватися популярністю на мистецьких аукціонах. На розпродажі в 2014 році одна з гуашей Бауера, Humpe I trollskogen («Гумпе в лісі тролів»), була продана за 563 500 крон (близько 87 000 доларів США), а акварель En riddare red fram («Лицар їхав уперед») коштувала 551 250 крон (c. 85 100 доларів США).

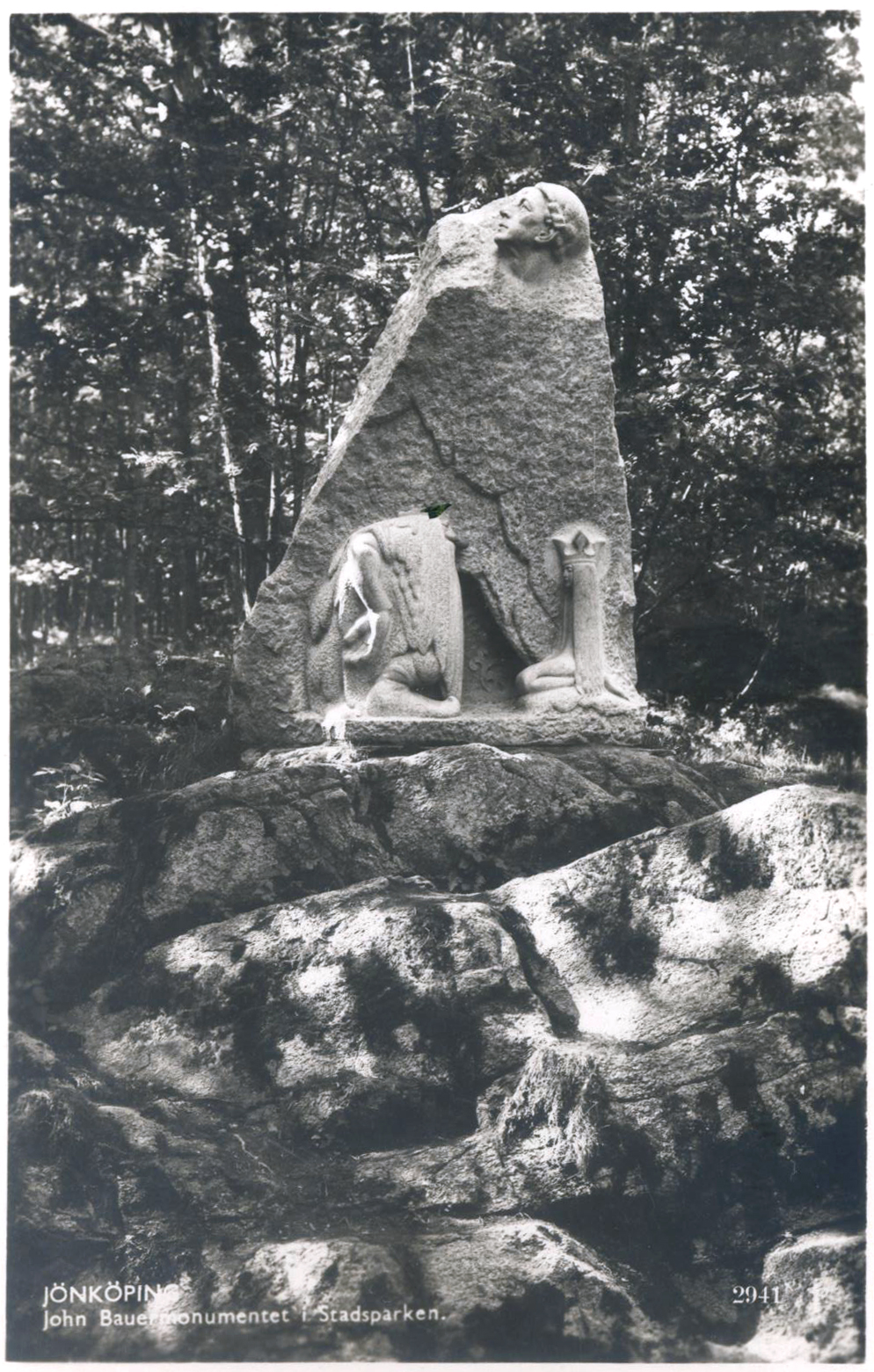
Пам'ятник Йону Бауеру в Єнчепінгу

Його ілюстрації неодноразово перевидавались і вважаються класикою казок. Станом на  2014, книги із зображеннями Бауера вийшли десятьма мовами. Роботи Бауера вплинули на Суламіт Вюльфінг, Кай Нільсен, Браєна Фрауда, Ребекку Гуай та інших ілюстраторів. У своїй біографії про Бауера Гуннар Ліндквіст стверджує: «Хоча іноді кажуть, що творчість Бауера вплинула на роботу Артура Рекхема або навпаки, ці художники не контактували один з одним до 1910-х років, коли вони вже витворили власний стиль. Тому будь-яку схожість слід пояснити їхнім спільним натхненням романтичним мистецтвом Мюнхена кінця 1800-х років і мистецтвом Альбрехта Дюрера».
У Єнчепінгу в міському парку стоїть меморіал на честь Бауера, створений у 1931 році шведським скульптором Карлом Гультстремом. Гультстрем також зробив бронзовий бюст Бауера, який знаходиться в Національній портретній галереї в замку Гріпсгольм.
Відзначаючи сторіччя Йона Бауера в 1982 році, шведська поштова служба випустила три марки з мотивами із «Серед гномів і тролів». Ще чотири були випущені в 1997 році. На його честь названо парк і прилеглу вулицю на місці, де колись стояла вілла Шевік, родинний дім Бауера. Зараз цей район є частиною муніципалітету Єнчепінг. На честь Бауера названо вулицю в Мулльше, а в Нючепінгу на його честь названо площу.

## Популярна культура

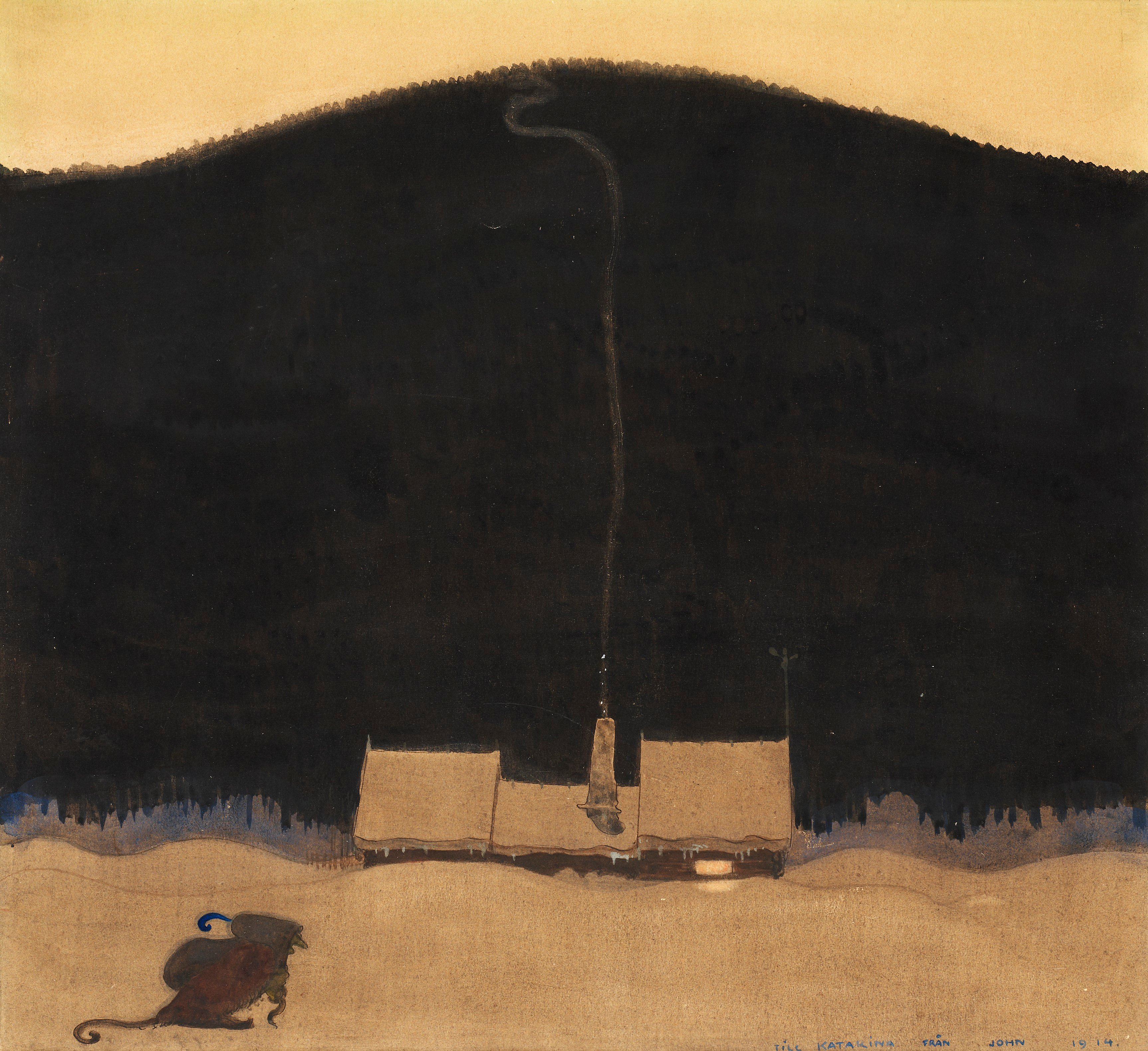
У сутінках вона часто вислизала, щоб відчути приємний запах, 1914, акварель

- У 1986 році Sveriges Television зняли та транслювали фільм Ester: om John Bauers hustru («Естер: про дружину Йона Бауера»). Роль Естер зіграла Лена Т. Ганссон[en], а Джона — Пер Маттссон.[112]
- У 2013 році знято короткометражний фільм для дітей про Бауера та оповідання John Bauer, fantasin och sagorna («Йон Бауер, фантазія та казки»); створений Ульфом Ганссоном, Kunskapsmedia AB, у співпраці з музеєм лена Єнчепінг і John Bauer Art HB.[113]
- У телесеріалі шведського телебачення Konstverk berättar («Твір мистецтва розповідає історію») була показана картина «У сутінках вона часто вислизала, щоб відчути приємний запах» в епізоді «Картина дитинства» Бенгта Лагерквіста від 24 січня 1977 року. Епізод доступний у Швеції через відкритий архів Swedish Television Open Archive.[114]
- У 2017 році вийшов фільм під назвою John Bauer—Bergakungen («Йон Бауер, король гори») Бер'є Ператта, який зосереджується на казковому художникі та його любові до Естер. Роль Бауера зіграв Людвіг Фалькман.
- Шведський фотограф Матс Андерссон опублікував книгу, де він знову відвідав ліси Бауера, використовуючи камеру замість малювання. Картини також були виставлені в художньому музеї Abecita в Буросі в листопаді 2013 року[115][116]
- Бауер згадується в коміксах серії «Пісочний чоловік» Ніла Геймана.[117]
- Вигляд фільму «Темний кристал» режисерів Джима Генсона і Френка Оза був розроблений основним концептуальним художником і головним дизайнером істот Браєном Фраудом, який надихався мистецтвом Бауера.[118]
- Італійський музикант Джанлука Пломіталло, він же «The Huge», випустив альбом під назвою John Bauer–Riddaren Rider, в якому всі пісні названі на честь картин Бауера.[119]
- Норвезький митець Mortiis використовує мистецтво Бауера у своїх ембіент-альбомах.[120]
- Шведський поет Роджер Л. Свенссон у своїх віршах згадує Меморіал Бауера та твори Бауера.[121]
- У фільмі жахів 2019 року «Сонцестояння» використано твори Бауера для натхнення, а Stackars lilla basse! є на початку фільму.[122]
- Lush Caves з популярної гри Minecraft були натхненні картиною Oskuldens Vandring («Мандри невинного»).[123]
- Серіал Netflix «Моторошні пригоди Сабріни» використовує багато робіт Бауера в сценах моргу Спеллмана та в Академії невидимих мистецтв.

## Подальше читання
- Agrenius, Helen; Jackson, Charlotte (1996). The artist John Bauer and his world. Jönköping: Jönköping County Museum. ISBN 91-85692-30-1. Архів оригіналу за 6 вересня 2014. Процитовано 23 червня 2014.
- Andersson, Mats; Söderlind, David (2011). John Bauers skogar [Ліси Йона Бауера] (швед.). Jönköping: Concrete. ISBN 978-91-633-8501-8. Архів оригіналу за 30 січня 2016. Процитовано 26 червня 2014.
- Dahlin, Eva, ред. (2009). John Bauers förtrollande sagovärld [Зачарований світ казок Йона Бауера] (швед.). Stockholm: Bonnier Carlsen. ISBN 978-91-638-6333-2. Архів оригіналу за 6 вересня 2014. Процитовано 23 червня 2014.
- Dahlin, Eva, ред. (2002). John Bauers sagovärld, för länge, länge sedan [Казки Йона Бауера, давним-давно] (швед.). Stockholm: Bonnier Carlsen. ISBN 91-638-2441-8. Архів оригіналу за 6 вересня 2014. Процитовано 23 червня 2014.
- John Bauers bästa, ett urval sagor ur Bland tomtar och troll [Найкраще з Йона Бауера, вибрані казки з «Серед гномів і тролів»] (швед.). Stockholm: Åhlén % Åkerlund. 1931. Архів оригіналу за 21 квітня 2015. Процитовано 23 червня 2014.
- Lindqvist, Gunnar (1991). John och Ester, makarna Bauers konst och liv [Йон та Естер, життя і мистецтво Бауерів] (швед.). Stockholm: Carlsson. ISBN 91-7798-458-7. Архів оригіналу за 6 вересня 2014. Процитовано 23 червня 2014.
- Lundburgh, Holger (2004). Swedish folk tales. Edinburgh: Floris. ISBN 0-86315-457-3. Архів оригіналу за 6 вересня 2014. Процитовано 23 червня 2014.
- Nilsson, Anna (1999). John Bauer, Bland tomtar och troll [Йон Бауер, Серед гномів і тролів] (швед.). Umeå: Institutionen för konstvetenskap. Архів оригіналу за 6 вересня 2014. Процитовано 23 червня 2014.
- Nordström, Lillemor (2000). Första boken om John Bauer [Перша книжка про Йона Бауера]. Första boken om ...  (швед.). Stockholm: Almqvist & Wiksell. ISBN 91-21-17954-9. Архів оригіналу за 4 березня 2016. Процитовано 23 червня 2014.
- Olenius, Elsa, ред. (1973). Great Swedish fairy tales [Чудові шведські казки] (англ.). London: Chatto & Windus. ISBN 0-7011-5022-X. Архів оригіналу за 6 вересня 2014. Процитовано 23 червня 2014.
- Rudström, Lennart; Jones, Olive (1978). In the troll wood [У лісі тролів] (англ.). London: Methuen. ISBN 0-416-86310-8. Архів оригіналу за 6 вересня 2014. Процитовано 23 червня 2014.
- Schiller, Harald (1935). John Bauer, sagotecknaren [Йон Бауер, ілюстратор казок]. Sveriges allmänna konstförenings publikation  (швед.). Stockholm: Sveriges allmänna konstförening. Архів оригіналу за 24 березня 2019. Процитовано 23 червня 2014.